# Kikou Senki Dragonar
Metal Armor Dragonar (яп. 機甲戦記ドラグナー Кико: Сэнки Дорагуна:, железная броня Драгонара) — японский аниме-сериал, выпущенный студией Sunrise незадолго после выпуска сериала Mobile Suit Gundam ZZ. Разработчики на деле намеревались переманить поклонников Gundam и создать на основе сериала Metal Armor новую франшизу, вместо Gundam, однако Gundam ZZ оказался гораздо более успешным, чем Metal Armor. Сериал транслировался с 7 февраля 1987 года по 30 января 1988 года. Всего выпущено 48 серий аниме.

## Сюжет
Действие происходит в 2087 году, когда военные силы захватили власть над всей Луной и стали известны, как лунная империя Гиганос. Их главной целью является создание сверх-человеческого общества, и для этого они намереваются уничтожить всех людей на Земле. Для этого они используют гигантских человекоподобных роботов, известных, как железные брони Драгонары, против которых земных технологиям не справится. Земному альянсу удаётся перехватить 3 прототипа роботов Драгонаров, чтобы перепрограммировать их с помощью заключённых учёных Гиганоса. Тем не менее судно, перевозящее Драгонаров (якобы перевозили беженцев) отправляется в нейтральную колонию Гиганоса, и подвергается атаке. В центре событий оказываются 3 подростка Кайн, Тапп и Лайт, которые получают от умирающего шпиона Гиганоса 3 диска. Избегая преследования сил Гиганоса, они забредают в док и находят там 3-х новых Драгонаров и активируют их с помощью дисков для защиты колонии. Однако по той причине, что система робота будет принимать только первого хозяина, 3 главных героя теперь обязаны работать на Земной альянс и сражаться против сил Гиганоса.

## Список персонажей

### Военная Федерация Земли (ранее Земной Альянс)
Кэйн Вакаба (яп. ケーン・ワカバ Кэ:н Вакаба) - Главный герой истории, пилот Драгонара-1. Молодой 16-летний парень, японец по материнской линии и носит её фамилию, так как отец давно покинул семью, живёт в колонии «Алукард» со своей матерью, которая управляет колонией. Сильно обиделся на отца, который посвящал своей работе больше времени, чем семье. При атаке Гиганосов на колонию мать вероятно погибла, это заставило Кэйна рьяно сражаться против Гиганосов.
Сэйю: Масами Кикути
Тэпп Океано (яп. タップ・オセアノ Таппу Осэано) - Лучший друг Кайна и пилот Драгонара-2. Афро-американец, родом из Нью-Йорка. Прямиком из американской тренировочной академии попал в академию астронавтики на Алукарде. Ходит как правило в весёлом и непринуждённом настроении, но временами может становится серьёзным.
Сэйю: Хотю Оцука
Лайт Ньюман (яп. ライト・ニューマン Райто Ню:мано) - Друг Кайна, Тэппа и пилот Драгонара-3. Коренной Британец. Его дед состоял в британском парламенте, а отец руководит подразделением европейской федерации. Там не менее он не претендует на лидерство в команде и занимается в основном сбором и расшифровкой информации, что делает его идеальным пилотом.
Сэйю: Кэню Хориути
Линда Плато (яп. リンダ・プラート Ринда Пура:то) -  Младшая сестра Марио. Становится членом земного альянса, после атаки на колонию Алукард. Выполняет роль оператора земного альянса, внешне и полью схожа с персонажем Сэйла Масс из Mobile Suit Gundam.
Сэйю: Каёко Фудзии
Роз Паттерсон (яп. ローズ・パテントン Ро:дзу Патэнтон) - Родом из Луны, однако бежала после провозглашения независимости Гиганоса. Сначала она бежит на Алукард, и там управляет Идахо, пока колония не была уничтожена. В 16 лет Роз помогала детям-беженцам.
Сэйю: Акико Хирамацу
Бен Руни (яп. ベン・ルーニー Бэн Ру:ни:) - Непосредственный начальник Кайна, Тэппа и Лайта, обучает их боевым навыкам и пилотированию. Кэйн называет его в шутку «Умибодзу» (морское чудище) из-за внушительных размеров Бена. В близких отношениях с Дианой Ланс и в конце истории женится на ней.
Диана Ланс (яп. ダイアン・ランス Даиан Рансу) - Сотрудник земного альянса, работает в информационной отрасли. Её можно видеть в начале, но в конце серий, она выходит замуж за Бена.
Сэйю: Масако Кацуки
Кенни Дункан (яп. ケニーダンカン КенниДанкан)
Яма (яп. やま Яа:Ма)
Дуглас (яп. ダグラス Дагурасу)
Лангу Плато (яп. ラングプラトン Ран:гупуратон)
Соул Джирстер (яп. ソウルジャーセット Со:уруджасетто)
Джим Остин (яп. ジム・オースティン Дзиму Оустин) - Отец Кейна, который оставил свою семью для вооружённых сил Федерации Земли. Он является отличным пилотом.
Аой Вакаба (яп. 若葉あおい Вакаба Аой) - Мать Кейна, которая управляла космической колонией Алукард и первоначально считалась мертвой после нападения Гиганоса, но позже была найдена живой, но захвачена Гиганосом и использовалась как угроза для Кейна Вакабы как часть их плана по уничтожению Федерации.

### Объединённая Лунная Империя Джигано
Марио Плато (яп. ラングプラトン Мэ:йопуратон) / Голубой ястреб (яп. 蒼き鷹 Аоки Така) - Один из лучших лётчиков Гиганоса. Он получил известность, пилотируя Фальгуэн. Его отец, Ланг Платон, является инженером, который помогал разрабатывать Драгонаров, и у него есть младшая сестра Линда, которая выступает против войны. Несмотря на его спокойную натуру и популярность среди молодых пилотов, его начальство неоднократно смотрело свысока на то, что он не смог захватить Драконов, и начинает гневаться под командованием Дорченова, в конечном итоге его подставили за убийство Гилторра Дорченовым. В конце концов он и Кейн откладывают свои разногласия и побеждают Дорченова, эксплуатируя слабость машины Дорченова и атакуя залпом ракет и заканчивая комбинированной атакой с использованием их лучевых мечей (которая была признана и реализована в Супер Войнах). Очень яростно предан командиру Гилтору. 
Дэн Крюгер (яп. ダンクルーガー Ден:куругу)
Велнер Фриц (яп. ウェルナーフリッツ У:эрунафуриттсу)
Кар Гэйнер (яп. カールガイナー Каругайна)
Маршал Гилторр (яп. 元帥ギルトレ Генсуи гируторэ) - Верховный главнокомандующий Гиганос. Несмотря на то, что он объявляет войну Федерации Земли, он действительно дорожит Землёй за её красоту, в конце концов спрашивая себя, действительно ли объявление войны было правильным вариантом, за несколько секунд до того, как он был убит Дорченовым.
Чехов (яп. チェフォフ Чефофу) - Лейтенант гиганоса.
Гон Джем (яп. ゴンジェム Гонджему) - Командир взвода "Гон Джем Шиттено" и пилот Гейзама ЯМА-13, а затем Гильгазамуне YGMA-14. Насмешил прозвищем "Мусор Гиганоса". Несмотря на свою позорность, он уважает и ценит своих подчинённых Золота, Ганана, Зина и Мина до такой степени, что они клянутся отомстить команде Драконов за смерть первых трёх.
Ли Сью Мин (яп. イ・スミン Исумин) - Член взвода "Гон Джем Шиттено" и пилот Старк Дейнс. В конце концов присоединяется к взводу Мейо Платона в борьбе против Дорченова. Её машина наиболее известна благодаря цепным пилам, прикреплённым к рукам, что делает её смертельным противником.
Гол (яп. ゴル Гору) - Член "Гон Джем Шиттено"  и пилот Старка Гевея. Из-за своей дикой натуры, низкого уровня интеллекта и размеров его прозвали «гориллой», что он ненавидит.
Ганан (яп. 甘南 Кан'нан) - Член "Гон Джем Шиттено"  и пилот Старка Ган-Долла. Он известен тем, что носит нож, куда бы он ни шёл.
Зин (яп. ジン Дзин) - Член "Гон Джем Шиттено" и пилот Старк Даужен. Бабник и несколько более цивилизованный член группы. Его оружие выбора - пара Саи. Уникальным свойством машины Зина является способность генерировать собственные голограммы, чтобы сбить с толку противника.
Мордел (яп. モーデル Модеру)
Перкинс (яп. パーキンス Пакинсу)